# Daan Lemaire
Daan Lemaire (Naarden, 12 maart 1942) is een Nederlands kunstschilder en glazenier. Hij maakt schilderijen, gouaches en glassculpturen - tot 1980 surrealistisch, en vanaf 1980 in een abstracte stijl.

## Jeugd en opleiding
Daan Lemaire is een zoon van Jan Lemaire jr. en Willy Scheffer; zijn  broers heten Rob en Ernst; een halfzus uit een eerder huwelijk van zijn vader heet Marja. Zijn ouders leefden in het Amsterdamse artistieke milieu van toneel en film en waren onder andere bevriend met de Amsterdamse schilder Willy Boers, die toen al tamelijk abstract schilderde. Zo kwam Daan Lemaire al jong op bezoek in het atelier van Boers, die hem uitleg gaf over zijn manier van schilderen en het gebruik van gouacheverf. Lemaire heeft voor Willy Boers altijd een zwak gehouden, vooral toen hij zelf later ook de kant op ging van het abstracte schilderen.
Rond 1956 verhuisde het gezin van Amsterdam naar Middelburg, waar hij zijn middelbare opleiding zou volgen. Ook was hij daar van ongeveer 1958 tot 1960 lid van de amateurschilderclub 'Coloriet', onder leiding van Jacques Prince. Hij schilderde daar in de avond en maakte zo op zijn zeventiende al zijn eerste olieverfschilderijtjes. In de jaren in Middelburg leerde hij ook zijn toekomstige vrouw Madeleine Simons kennen. Rond zijn achttiende werd hij aangenomen op de Katholieke Kunstacademie St. Joost in Breda, waar hij echter al na een jaar werd verwijderd vanwege conflicten rond 'ongetrouwd samenwonen'. Zijn kunstopleiding werd zo al gauw afgebroken.
In 1961 ging Lemaire met zijn toekomstige vrouw Madeleine terug naar Amsterdam. Van 1963 tot 1967 was daar hij 's avond leerling in het atelier van de kunstschilder Gerrit van 't Net. Hier ontmoette hij onder andere de toekomstige glazenier Bert Grotjohann, met wie hij later enkele jaren zou samenwerken op het gebied van glaskunst. Zijn leraar Van 't Net was een surrealistische schilder; ook de vroege schilderkunst van Lemaire zou een duidelijk herkenbare surrealistische inslag hebben.

## Leven en werk

### Schilderijen

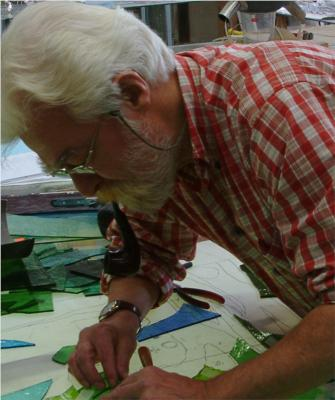
Daan Lemaire snijdt glas voor zijn sculptuur in glas-appliqué-techniek.

De schilderstijl van Lemaire veranderde rond 1980 drastisch toen hij voor het eerst abstracte schilderijen zag van de Amerikaanse schilder Mark Rothko, in het Stedelijk Museum Amsterdam. Rothko's benadering werd voor hem een sterke inspiratie voor het ontwikkelen van zijn eigen, latere schilderstijl. Sinds die tijd maakte hij uitsluitend abstracte schilderijen, eerst vooral in olieverf op doek - in vele lagen geschilderd en met vaak ingezonken, zachte kleuren en vlakken. Vanaf circa 1987 was zijn kleurgebruik nog erg ingehouden; wit en lichte grijstinten hadden in zijn schilderijen de overhand. De contouren van zijn vormen - meestal rechthoekig of vierkant - werden door Lemaire verdoezeld of verzacht, waardoor het schilderij één ongebroken geheel werd van vervaagde vormen.
Vanaf 2005 werd de gouacheverf op papier het belangrijkste medium voor Lemaire; daarmee werd ook zijn verftoets losser en zijn kleurgebruik krachtiger. In 2004 bezocht Lemaire de tentoonstelling van Sam Francis in het Van der Togt museum in Amstelveen. De kleurige en los opgebrachte werken van de Amerikaanse kunstenaar maakten toen grote indruk op Daan Lemaire en beïnvloedden zijn schilderkunst vanaf die tijd aantoonbaar. Jean Homacher beschreef in zijn artikel van 2007 het nieuwe werk van Lemaire:
- 'Wat me de laatste drie jaar in het schilderen van Daan Lemaire zo treft is de grote onbekommerdheid die in het werk is gekropen. Ik zie en ervaar dat de verfspat of verfstreek onbekommerd op het papier is terechtgekomen (bijna 'gevallen') en daar als vanzelf zijn relatie vindt met die andere vegen, strepen en spatten, of met de zo belangrijke wit-gehouden plekken van het papier.'[6]

### Glaskunst
Om in zijn levensonderhoud te kunnen voorzien, accepteerde Lemaire al snel een baan bij glasstudio Van Tetterode in Amsterdam, waar Louis La Rooy de leiding had. Hier voerde hij opdrachten uit van andere kunstenaars zoals Corneille en Appel. Al gauw zou hij vanuit deze werkervaringen naast zijn schilderen zelf glassculpturen gaan maken. Eerst gebruikte hij hiervoor de glas-appliquémethode, waarin kleine stukjes gekleurd glas eerst werden geknipt en later bijeengevoegd en gelijmd aan twee zijden van een kernlaag van plexiglas. Vanaf 2004 stapte hij over op de techniek van gefused glas, omdat hij daarin naar eigen zeggen schilderachtiger kon werken, door het doen ineenvloeien van gesmolten glas in verschillende kleuren. Ook deze glasbeelden maakte hij in studio Van Tetterode. Lemaire was daar met Ton Mensenkamp en Bert Grotjohann een van de kunstenaars die zelfstandig glasfusion-sculpturen maakten.
Hij heeft ook in opdracht een aantal glas-appliqué-ramen gemaakt voor woningbouwverenigingen en gemeentediensten in Amsterdam, onder andere in 1980 een glaswand voor de gemeentelijke Stadsreiniging aan de Schepenbergweg.
Van ongeveer 1977 tot eind 1985 zat Lemaire in de Beeldende Kunstenaars Regeling (BKR), en kon zo voorzien in het levensonderhoud van zijn gezin, èn materialen en verf aanschaffen voor het maken van zijn schilderijen en glas-objecten. Vanaf eind 1983 werd deze regeling steeds meer uitgekleed; daarom trok Lemaire zich er uit terug.

## Lidmaatschappen
In 1967 werd Lemaire lid van de Amsterdamse Kunstenaarsvereniging Sint Lucas, en hetzelfde jaar deed hij al mee aan een ledententoonstelling.
Vanaf 1981 nam Lemaire deel aan de kunstenaarsgroep van galerie Galerie 30 waarin 30 kunstenaars met elkaar geld in legden om zo hun gezamenlijke galerie in de Kerkstraat te Amsterdam draaiende te houden. Hier heeft Lemaire regelmatig zijn abstracte kunst geëxposeerd en ook zijn schildervriend Ben Vollers voor het eerst ontmoet. Beiden hebben er goed verkocht. Lemaire was in 1983 en 1984 voorzitter van Galerie 30. In 1986 werd het initiatief opgeheven vanwege te krappe financiële middelen.
Rond 2002 nam Lemaire samen met zijn schildervriend Fons Heijnsbroek het initiatief tot de oprichting van de Amsterdamse kunstenaarsgroep 'Art-abstract'. Dit groeide al snel uit tot een groep van acht - vooral Amsterdamse - kunstenaars die allen abstracte kunst maakten, met elkaar over hun kunst uitwisselen en gezamenlijk exposeerden. Tot 2007 nam Lemaire er deel aan de discussies, uitwisselingen, werkbesprekingen en een reeks groepsexposities. Kort daarna sloot hij zich aan bij de Amsterdamse kunstenaarsvereniging De Onafhankelijken met de expositie 'Nieuwe leden van De Onafhankelijken' en nam er tot 2019 deel aan een reeks leden-tentoonstellingen.
Van 1994 tot en met 2016 heeft Daan Lemaire regelmatig met zijn schildervrienden Ben Vollers en Fons Heijnsbroek gezamenlijk hun abstracte kunst tentoongesteld, met name in de expositie-locaties Het Glazen Huis en De Orangerie, in het Amstelpark te Amsterdam.

## Citaat
"Ik heb altijd al doorzichten willen maken, zelfs in mijn surrealistische tijd waren er dan planken uit de schutting waar je doorheen kon kijken. Er is altijd een opening ergens, ook in de transparantie van de kleuren en in de openheid van het beeld. En het licht! Er moet iets achter het beeld te zien zijn, meer dan wat je feitelijk in het schilderij ziet. Doorzicht, ook een gelaagdheid, dat is mijn zoektocht." - Daan Lemaire over zijn schilderen - 2016